# Mafrianato do Oriente
O Mafrianato do Oriente foi uma jurisdição especial da Igreja Siríaca Ortodoxa para as regiões originalmente pertencentes ao Unoperui Sassãnida. A sé do mafrianato foi primeiro Ticrite e depois Moçul. 81 Mafrianos se sucederam entre 629 e 1859. Em 1860, o Sínodo da Igreja Siríaca Ortodoxa decidiu abolir o título.

## Organização

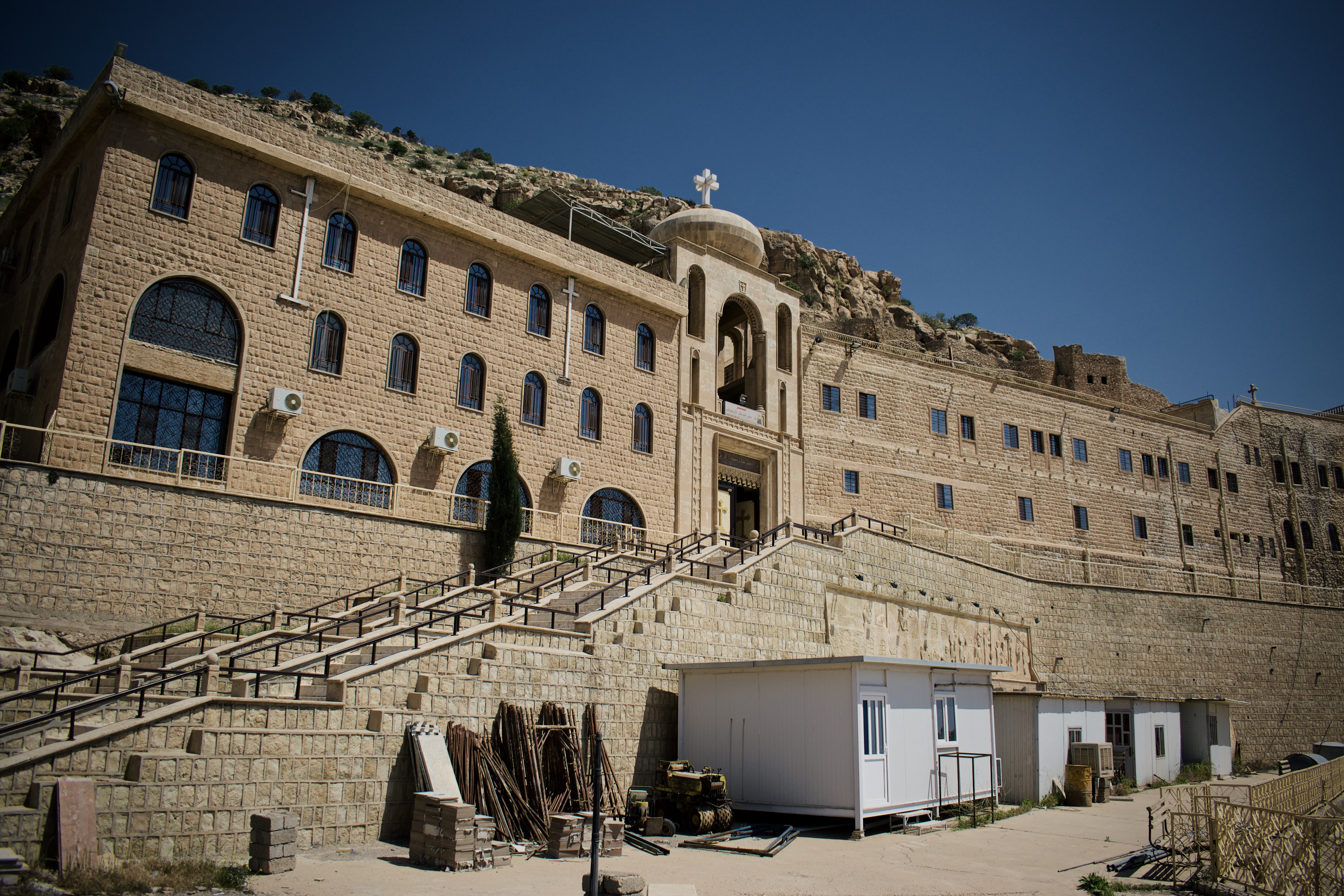
Mosteiro de São Mateus, no Monte Alfafe, Iraque

As seguintes dioceses estavam sob a jurisdição do Mafrianato do Oriente:
- Diocese de Sinjar;
- Diocese de Maalta;
- Diocese de Arzum;
- Diocese de Marga e Gomel;
- Diocese de Bete Ramã e Bete Uazique;
- Diocese de Gozarta-de-Cardu e Bete Nuadra;
- Diocese de Carma e Tigre;
- Diocese de Piroz-Xabur;
- Diocese de Xarzul;
- Diocese de Bete Arabia;
- Diocese dos árabes taglibitas;
- Diocese de Seguestão (Sistão);
- Diocese do Azerbaijão;
- Diocese de Herate (Afeganistão);
- Diocese de Maadaia.

O Mosteiro de São Mateus, que tinha o estatuto de metrópole, também estava sob a dependência do mafriano.